# Tituly a vyznamenání Muammara Kaddáfího

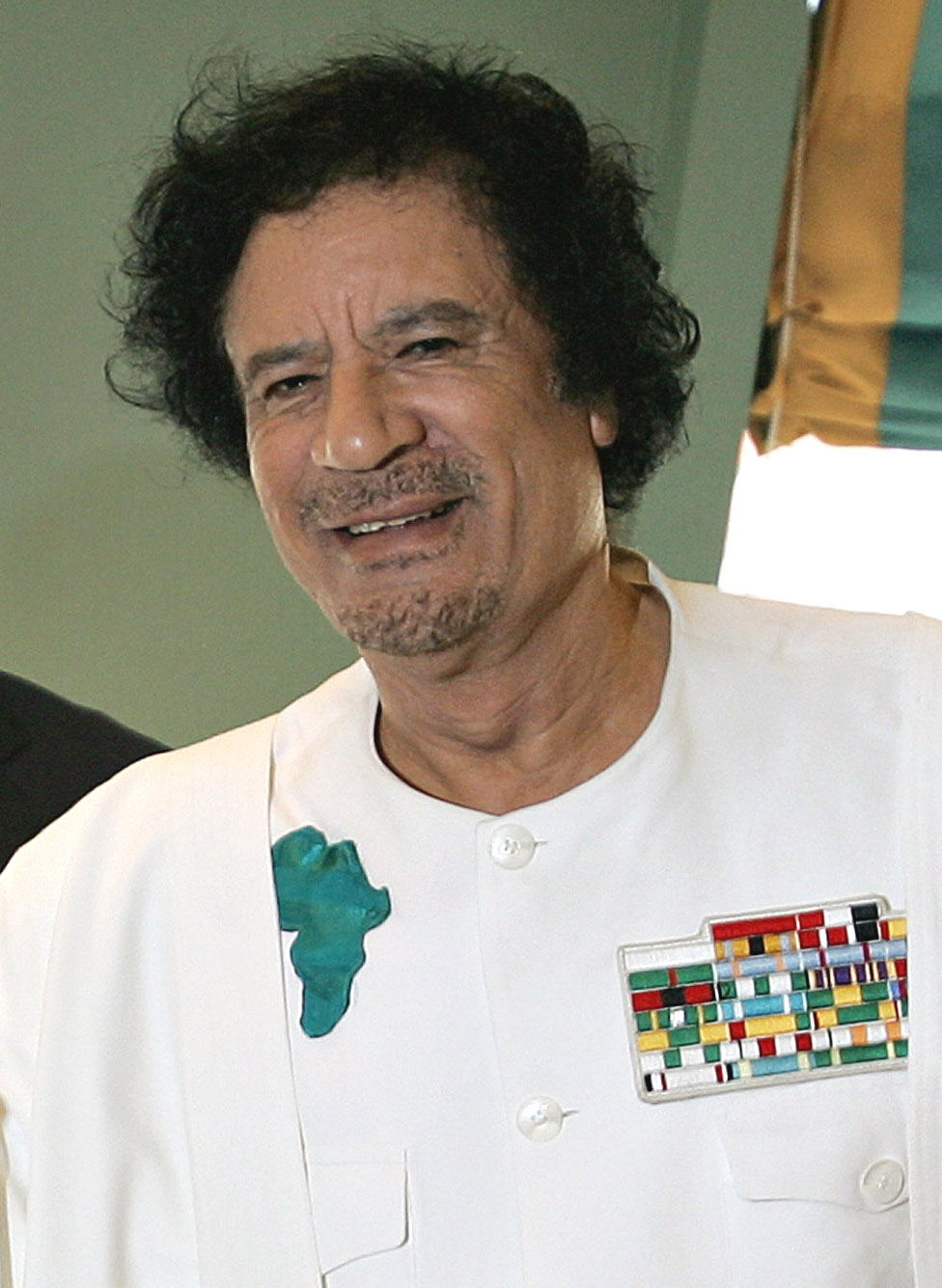
Muammar Kaddáfí

Muammar Kaddáfí, Vůdce Velké revoluce z 1. září a Libyjské arabské lidové socialistické džamáhíríje, obdržel během svého života několik zahraničních vyznamenání a čestných akademických titulů. Byla po něm také pojmenována řada objektů.

## Vyznamenání

### Libyjská vyznamenání
Od 1. září 1969 do 20. října 2011 byl velmistrem libyjských řádů
- Řád republiky
- Řád za statečnost
- Řád velkého dobyvatele
- Řád džihádu

### Zahraniční vyznamenání
- Bulharsko
  -  Řád Stará planina I. třídy – 17. června 1978
- Čad
  -  velkostuha Národního řádu Čadu – 1997
- Československo
  -  Řád Bílého lva I. třídy s řetězem, vojenská skupina – 19. června 1978[1]
- Gambie
  -  velkokomtur Řádu republiky – 22. července 2009[2]
- Jižní Afrika
  -  velkokříž Řádu dobré naděje – 29. října 1997[3][4]
- Jugoslávie
  -  velkohvězda Řádu jugoslávské hvězdy – 26. října 1999 – udělil prezident Slobodan Milošević[5]
- Mali
  -  velokříž Národního řádu Mali – 1998
- Malta
  -  čestný člen Řádu Xirka Gieh ir-Repubblika – 5. prosince 1975, odebráno[6]
  -  řetěz Národního řádu za zásluhy – 8. února 2004[6]
- Nigérie
  -  velkokomtur Řádu federativní republiky – 11. května 1997 – udělil Sani Abacha[7]
- Palestina
  -   velkostuha Řádu palestinské hvězdy – 2005
- Polsko
  -  velkokříž Řádu za zásluhy Polské lidové republiky – červen 1978[8]
- Severní Korea
  -  Řád národního praporu I. třídy – 1992
- Sýrie
  -  Řád Umajjovců I. třídy – 1971
- Tunisko
  -  velkostuha Řádu 7. listopadu – 2008
- Uganda
  -  Řád Katonga – 20. května 2004 – udělil prezident Yoweri Museveni[9][10]
- Ukrajina
  -  Řád knížete Jaroslava Moudrého I. třídy – 11. října 2003 – udělil prezident Leonid Kučma za mimořádný osobní přínos k rozvoji ukrajinsko-libyjských vztahů[11][12]
  -  Řád Bohdana Chmelnického – 4. dubna 2008 – udělil prezident Viktor Juščenko za mimořádný osobní přínos k rozvoji ukrajinsko-libyjských vztahů[13][14]

- Venezuela
  -  velkokříž s řetězem Řádu osvoboditele – 28. září 2009 – udělil prezident Hugo Chávez[15]

## Akademické tituly

### Doctor honoris causa
- Chartúmská univerzita – uděleno 1996, odebráno 7. března 2011
- Univerzita Myongji – 29. března 2000[16]
- Alžírská univerzita – 27. března 2005[17]
- Univerzita Megatrend – březen 2007[18]
- Kartágská univerzita – 12. října 2008[19]
- Běloruská státní univerzita informatiky a radioelektroniky – 2010[20]

## Eponyma

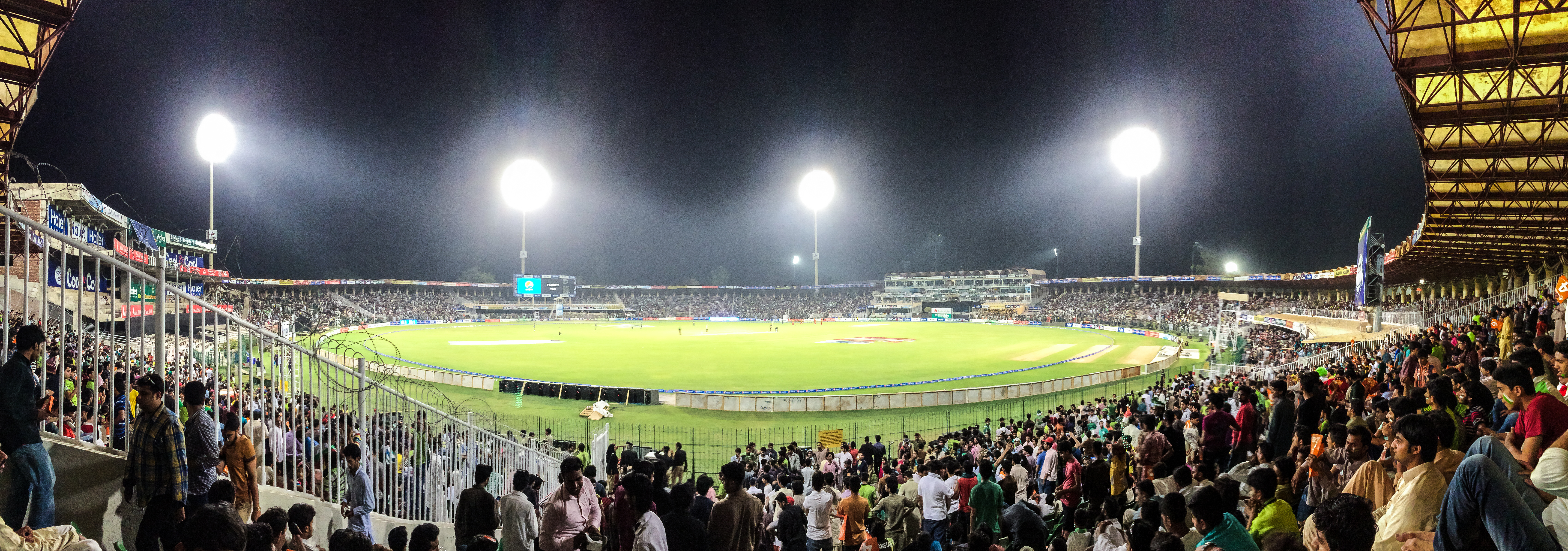
Kriketový stadion v Láhauru pojmenovaný po Kaddáfím

- Kaddáfího národní mešita v Kampale
- Kaddáfího mešita v Dodomě
- Kaddáfího mešita ve Freetownu
- Kaddáfího mešita v Kigali[21]
- Kaddáfího kasárna v Jinje – vojenská základna ugandské armády[22]
- Kaddáfího stadion v Láhauru – největší pákistánský kriketový stadion. V komplexu se nachází také mešita a autobusová zastávka pojmenovaná po Kaddáfím.
- Kaddáfího hokejový stadion v Láhauru – největší stadion na pozemní hokej na světě
- Kaddáfího fotbalový stadion v Láhauru
- Kaddáfího zahrady v Paole, v roce 2016 byly přejmenovány na Středomořskou zahradu[23]